# Caprolactam
Caprolactam is een organische verbinding met als brutoformule C6H11NO. De stof komt voor als een witte hygroscopische vaste stof, die zeer goed oplosbaar is in water. Het is de bekendste vertegenwoordiger van de lactamen en wordt onder meer gebruikt voor de productie van nylon 6. 

## Synthese
De uitgangsstoffen van de productie van caprolactam zijn cyclohexanon (1), dat bereid wordt door fenol te hydrogeneren met waterstofgas, en hydroxylamine, dat bereid wordt uit ammoniumnitriet en zwaveldioxide. De reactie tussen beide stoffen leidt tot vorming van cyclohexanonoxime (2) via een nucleofiele additie. Als nevenproduct ontstaat hierbij ammoniumsulfaat. Vervolgens wordt het cyclohexanonoxime omgelegd tot caprolactam (3). Oleum (100% zwavelzuur met daarin nog eens 28% zwaveltrioxide) is hierbij de katalysator die de omlegging van de cyclische verbinding mogelijk maakt. Deze reactie wordt de beckmann-omlegging genoemd.
De belangrijkste producenten van caprolactam zijn Fibrant, Lanxess, BASF en AlliedSignal.

## Toepassingen
Door toepassing van een ringopeningspolymerisatie wordt caprolactam vlot gepolymeriseerd tot nylon 6 (een polyamide dat vooral bekend staat onder de merknaam Perlon). Hieruit worden bijvoorbeeld eenvoudige textielvezels en films gemaakt, maar ook hoogwaardige en resistente garens voor technische toepassingen. Kleinere hoeveelheden caprolacatam worden ook gebruikt voor chemische synthese. Het aminozuur lysine kan bijvoorbeeld via het aminocaprolactam-tussenproduct uit caprolactam worden geproduceerd. In eerste instantie wordt de ring geopend door hydrolyse, waardoor het corresponderende ω-carbonzuuramine gevormd wordt. Vervolgens kan deze lineaire verbinding de polymerisatie van het caprolactam induceren: